# César Montiglio
César Javier Montiglio (Yerba Buena, Tucumán, Argentina, 22 de agosto de 1984) es un exfutbolista argentino que jugaba demediocampista. Su último club fue Almirante Brown de Lules.
Logró el ascenso a Primera cuando derrotó a Talleres de Córdoba por 4 a 1, con un gol de él, se consagraría campeón con dicho equipo la fecha siguiente cuando derrotó 3 a 1 a Olimpo de Bahía Blanca esa noche anotó 2 goles también.
Fue el encargado de convertir el gol número 1000 en el Decano.

## Trayectoria

### Atlético Tucumán
Debutó en el año 2004, y en 2009 ascendió del antiguo Torneo Argentino A a la Primera B Nacional y luego a Primera División de Argentina, primero del Atlético en la historia del profesionalismo. En la B Nacional jugó 26 encuentros y marcó 8 goles. 
En 2010 Atlético tuvo una gran campaña, jugando 13 partidos en la primera rueda y convirtiendo un gol a Independiente. Luego Atlético descendió y en el último partido contra Gimnasia de la Plata dio una asistencia clave para que Atlético empatara 3 a 3. Él fue el encargado de descontar antes de ese pase fundamental logrando así convertir su segundo gol en primera. En primera división jugó 20 partidos convirtió 2 goles y asistió 3 veces.

### Huracán
Después de su paso por Atlético, se puso en la mira de un equipo de primera, ese equipo fue Huracán de Parque Patricios, aunque no fue muy tenido en cuenta solo jugó 25 partidos y convirtió 2 goles uno de esos goles fue a atlético. El primer gol en Huracán fue a Argentinos Juniors su equipo con el mencionado gol dio vuelta el encuentro y huracán ganó ese partido 3 a 2.

### Segundo ciclo en Atlético Tucumán

#### Temporada 2011/2012
Llega al club donde se consagró campeón con la expectativa de lograr el mismo objetivo, su DT era el indio solari. Pero en los primeros 7 encuentros, Atlético solo había empatado, y una de sus mejores actuaciones en el Ciclo Solari fue con Quilmes AC en la derrota 3 a 0 que La Gaceta de Tucumán lo calificó con diez. Ese partido tuvo varias situaciones de él, por ejemplo, pegó en el travesaño un disparo de él, luego el Pulga Rodríguez erró un gol solo después de un pase de Montiglio. 
Con la Era Solari jugó 5 partidos asistiendo 1 vez en el partido 1 a 1 con Defensa y Justicia.
Después de la renuncia de Solari llega El Chocho LLop, que jugó 18 partidos y convirtió 2 el gol más importante lo convirtió a River en la victoria 2 a 0 a favor de Atlético. Luego de una serie de malos partidos El Chocho  lo saco del plantel volviendo en un partido con Gimnasia de la Plata donde erró una clarísima situación de gol en el que Atlético podría haber ganado 1 a 0. Luego no volvió a jugar hasta la anteúltima fecha donde renunció LLop.
Con El Chocho jugó 22 encuentros y metió 2 goles y tuvo 5 asistencia

#### Temporada 2012/2013
En su segunda temporada ya con RR DT jugó casi todo el campeonato teniendo una campaña regular le metió goles a Aldosivi en el empate 1 a 1 a Gimnasia de Jujuy en el también empate por 1 a 1 y en la victoria de atlético 5 a 2 con Defensa y Justicia. En la Copa Argentina hizo una jugada donde dejó a 4 defensores en el camino y asistió a Juan Pablo Pereyra para que convirtiera el gol a nada menos que San Martín de Tucumán. Luego en la siguiente fase se enfrentó a Estudiantes de la Plata donde asistió al Pulga Rodríguez quién logró el descuento de su equipo.
Pero no fue suficiente Atlético quedó eliminado en 16 avos de final. Con Ricardo Rodríguez jugó 32 partidos y metió 3 goles asistiendo 7 veces. A fines de 2013 estuvo en mira de Talleres de Córdoba.

#### Temporada 2013/2014
No pudo fichar para Talleres de Córdoba y continuó en dicho club, debuta frente a Gimnasia de Jujuy el encuentro terminaría 1 a 0 a favor de los decanos. El 22 de septiembre de 2013 convierte su sexto gol en su regreso a atlético en el cual marcaría el gol número 1000 de atlético en su historia. En el partido contra su exequipo (Huracán de Parque Patricios) logra convertir su segundo gol en la temporada, superando su récord de 10 goles en su primer ciclo.
El 7 de febrero de 2014 convierte su tercer gol en el campeonato en la primera fecha de la segunda rueda del campeonato, convirtiendo su noveno gol en el club.

### Sarmiento de Junín y sus nueve días
Fue complicada la llegada del mediocampista, porque su familia no se quería mover de Tucumán. Finalmente sucedió, y Montiglio hace más de una semana arregló con el club. Pero por circunstancias que no se divulgaron, el jugador optó por rescindir y salirse de Junín. Así fue, en pocas palabras, la historia del jugador que sólo duró nueve días en Sarmiento. César Montiglio dejó de ser jugador de Sarmiento por problemas personales, sólo alcanzó a jugar un amistoso ante Platense.

### Mitre de Santiago del Estero
El experimentado volante tucumano se suma a Mitre de Santiago del Estero que buscará el ascenso a la B Nacional.

### Juventud Antoniana
En 2015 es adquirido por el equipo salteño. Jugó 27 encuentro y no marco goles.

### Concepción FC
En enero de 2016 deja Juventud Antoniana y ficha para Concepción FC. Disputa su primer partido frente a San Jorge de Tucumán en la victoria 3 a 2, el primero fue de un excelente remate de afuera y el segundo fue de penal.

### Güemes
En 2019, el volante tucumano se suma a Güemes para afrontar el Torneo Regional Federal Amateur.

## Gol Número 1000 de Atlético Tucumán en la B Nacional
César Montiglio fue el encargado de convertir el gol número 1000 el 22 de septiembre  de 2013 frente a Boca Unidos que le sirvió para empatar el partido. Rompió así las expectativas de la Pulga Rodríguez de convertirlo.

## Clubes
| Club                     | País                | Año                 | PJ  | Goles |
| ------------------------ | ------------------- | ------------------- | --- | ----- |
| Atlético Tucumán         | Argentina           | 2004 - 2010         | 135 | 10    |
| Huracán                  | Argentina           | 2010 - 2011         | 25  | 2     |
| Atlético Tucumán         | Argentina           | 2011- 2014          | 85  | 11    |
| Sarmiento de Junín       | Argentina           | 2014                | 1   | 0     |
| Mitre de Santiago        | Argentina           | 2014 - 2015         | 9   | 1     |
| Juventud Antoniana       | Argentina           | 2015 - 2016         | 27  | 0     |
| Concepción Fútbol Club   | Argentina           | 2016                | 11  | 3     |
| San Jorge de Tucumán     | Argentina           | 2016-2019           | 70  | 11    |
| Güemes                   | Argentina           | 2019-2020           | 27  | 5     |
| Club Atlético Concepción | Argentina           | 2020-presente       | 2   | 0     |
| Total en su carrera      | Total en su carrera | Total en su carrera | 366 | 40    |

## Palmarés
| Título             | Equipo           | País      | Año     |
| ------------------ | ---------------- | --------- | ------- |
| Torneo Argentino A | Atlético Tucumán | Argentina | 2007-08 |
| Primera B Nacional | Atlético Tucumán | Argentina | 2008-09 |